# Estación de Apatzingán
Apatzingán fue una estación de trenes que se encuentra en Apatzingán, Michoacán. Actualmente la estación es un centro cultura que ofrece actividades para bebés, niños y adolescentes con ludoteca, lectura, diálogo y talleres.

## Historia
La estación Apatzingán se edificó sobre la línea que tuviera en concesión la antigua Compañía del Camino de Fierro Nacional Mexicano, cuya finalidad era construir una línea hacia el Pacífico por el estado de Michoacán. Posterior a la caducidad de la concesión, la empresa de los Nacionales de México decidió la continuación de la construcción de la línea proyectada extendiéndola hasta esta estación. De esta forma entre los años de 1934 y 1941 se realizaron los trabajos de construcción para la terminación de la obra.
En octubre de 2000, la antigua estación fue adaptada para albergar a la Casa de la Cultura. En el 2016, se presentó un proyecto para la rehabilitación integral de la cada cultura, por lo que fue remodelada y reinaugurada el 23 de marzo de 2018, esto para convertirse en el Centro Cultural La Estación.